# ギリシア喜劇
ギリシア喜劇（ギリシアきげき、古代ギリシャ語: κωμῳδία, kōmō(i)dia, コーモー(イ)ディア）とは、古代ギリシアで、アテナイのディオニューシア祭等で上演されていた喜劇。

## 概要
ギリシア喜劇を意味する「コーモー(イ)ディア」（κωμῳδία）は、「祭りの行列」を意味する「コーモス」（κῶμος, kōmos）と、「歌（頌歌）」を意味する「オー(イ)デー」（ᾠδή, ō(i)dē）の合成語であり、「祭りの行列の歌」の意味。英語の comedy 等も、この語に由来する。
この「コーモス」とは、ディオニューソスの祭礼において、「男根」（パロス）のハリボテを先頭にして豊饒を祝いながら練り歩いたお祭り騒ぎの行列のこと。この際、卑猥な冗談や揶揄を交わしながら、男根崇拝歌（パリカ）や風刺歌が歌われたりしたが、そこからギリシア喜劇が発展したとされる。
（また、アリストテレスは、アテナイ人が郊外の村落を「デーモス」と呼ぶのに対して、ドーリア人は「コーメー」と呼ぶことと関連付けて、喜劇の起源を町を追われて郊外の村々を転々とした者を風刺したのが起源であり、自分達が発祥だとするドーリア人達の俗説も紹介している。）
紀元前5世紀頃、形式が確立した。
アリストテレスの規定では、悲劇は優れた者を描く（再現する）のに対して、喜劇は劣った者を描く（再現する）ものだという。

## 人物・作品
ギリシア喜劇のほとんどは散逸しており、現存するのは
- アリストパネースの作品中、11篇
- メナンドロスの作品中、6篇

等のみである。

## 日本語訳
- 『ギリシア喜劇全集』全9巻・別巻[5]、久保田忠利・中務哲郎編、岩波書店、2008年7月-2012年2月、NCID BA86709536
- アリストパネース『ギリシア喜劇』全2巻、高津春繁訳、筑摩書房〈ちくま文庫〉[6]

第1巻：1986年7月、ISBN 978-4-480-02061-1。第2巻：1986年8月、ISBN 978-4-480-02062-8。
- 『ギリシア喜劇』全2巻、高津春繁、呉茂一訳、人文書院。NCID BN01629984。

第1巻：1961年9月、第2巻：1961年11月。
- 『喜劇全集』全3巻、戸部順一訳、京都大学学術出版会「西洋古典叢書」、2024年7月より刊